# Papiermühle (Solingen)
Papiermühle ist ein Ortsteil der bergischen Großstadt Solingen. Er geht auf eine dort im 16. Jahrhundert gegründete Papiermühle an der Wupper zurück, die bis zu ihrer Schließung 1996 die zweitälteste im Bergischen Land war.

## Lage und Beschreibung
Papiermühle befindet sich im äußersten Osten des Stadtbezirks Solingen-Mitte abgeschieden in Tallage am Ufer der Wupper. Der Ort ist von der Solinger Innenstadt über die Wupperstraße zu erreichen, die heute auf dem unteren Abschnitt Soterweg heißt und dem Papiermühler Bach folgt, der bei Papiermühle in die Wupper mündet. Der Ort Papiermühle liegt in einer Flussbiegung der Wupper, der Fluss bildet zudem die Stadtgrenze zu Wuppertal-Cronenberg. Am östlichen Wupperufer und damit auf Wuppertaler Stadtgebiet, verläuft an Papiermühle vorbei die Landesstraße 74. Bis 2019 befand sich in Papiermühle noch ein Wuppersteg, der Fußgängern die Möglichkeit zur Überquerung des Flusses bot.
Der Ort wurde lange Zeit durch die direkt am Ufer der Wupper gelegene Papiermühle dominiert. Die zu der Mühle gehörenden Fabrikgebäude sind heute größtenteils abgerissen, im Ort sind nur noch Reste erkennbar. Noch vorhanden ist die ehemalige Fabrikantenvilla der Familie Jagenberg, sowie mehrere Arbeiter- und Beamtenwohnhäuser, die für die Beschäftigen der Papiermühle errichtet wurden.
Benachbarte Orte sind bzw. waren (von Nord nach West): Die zu Wuppertal gehörenden Orte Oberkohlfurth, Berghausen, Wusterhaus, Sudberg und Stiepelhaus sowie die zu Solingen gehörenden Orte Eulswaag, Königskotten, Halfeshof, Meigen, Theegarten, Altenbau, Sturmsloch und Hasseldelle.

## Geschichte

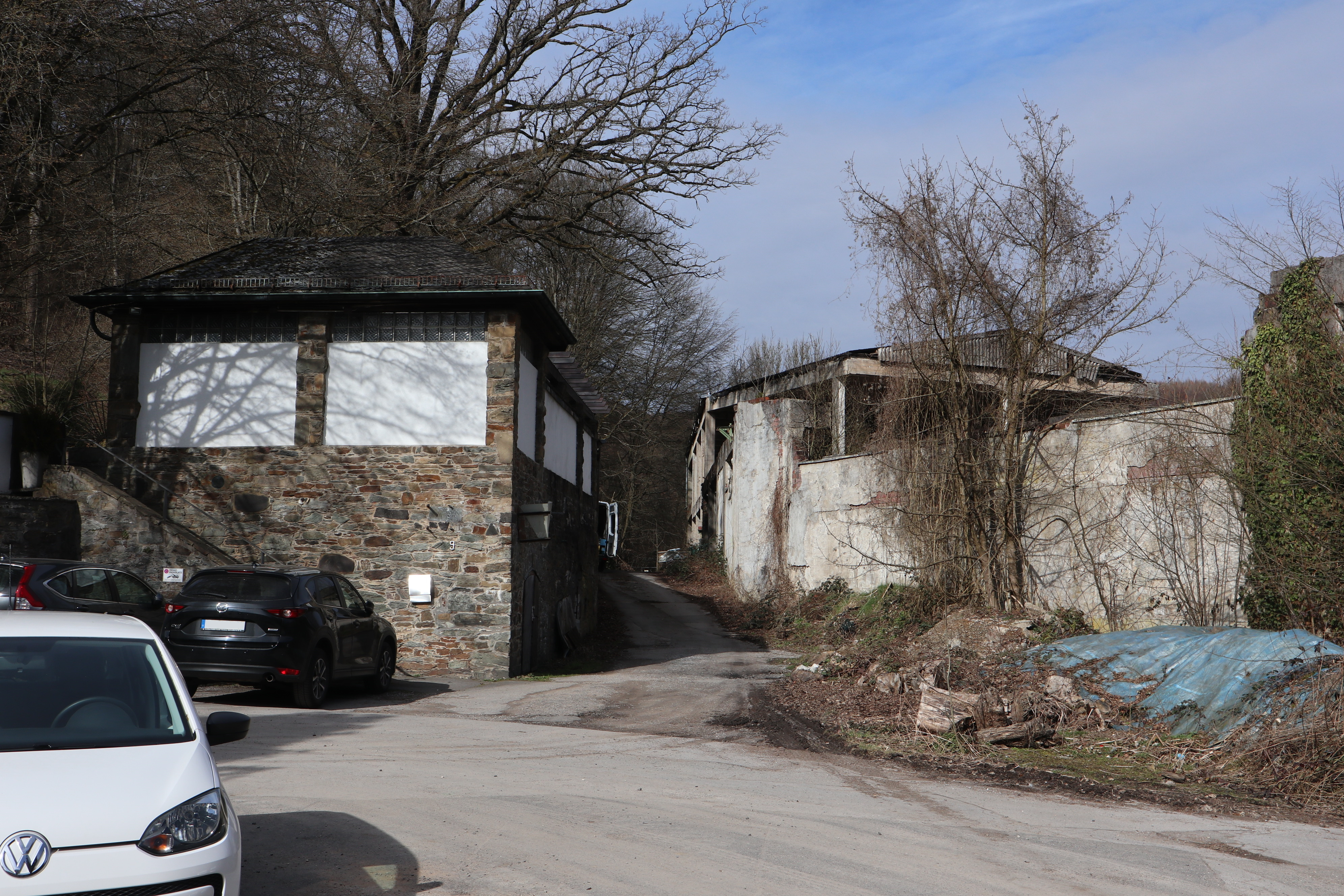
Papiermühle

### Papiermühle
Die Papiermühle an der Wupper (frühere Lage) ist seit der ersten Hälfte des 16. Jahrhunderts nachgewiesen. Die erste urkundliche Erwähnung erfolgte im Jahr 1537, womit sie als die zweitälteste Papiermühle des Bergischen Landes (nach Siegburg) gilt. Der Kölner Drucker Johannes Soter (gräzisierte Form des Geburtsnamens Johannes Heyl; altgr. Σωτήρ (Soter)  = Retter, Heiland) ließ sich Ende der 1530er Jahre in der Heimat seiner Frau Adelheid, die aus Solingen stammte, nieder. Das erste von Soter in der Papiermühle hergestellte Papier ist für 1544 nachgewiesen. Als Papierzeichen wurde ein Pentagramm im Wappenschild und auf der Gegenseite das jülich-bergische Landeswappen verwendet.:149ff.
Johannes Soter war katholischer Humanist, der neben katholischen und evangelischen Schriften in seiner Papiermühle fernab der Kölner Zensur und geistlichen Aufsicht Druckwerke und Denkschriften aller Art drucken konnte. Nach Soters Tod wurde die Papiermühle von dessen Frau und ihrem neuen Ehemann weitergeführt. 1569 entstand neben der Mühle auch ein Schleifkotten. Den wirtschaftlichen Erfolg der Papiermühle begünstigten eine Reihe von Faktoren: das klare und reichhaltige Wasser der Wupper, ein hoher Anfall von Lumpen aus der umliegenden Bevölkerung sowie eine große Menge an Knochen für die Leimküche aus Überresten der Lebensmittel- und der Messerherstellung. Da das Wupperwasser jedoch sehr eisenhaltig war, vergilbten die Papiere schnell.:149ff.
Das Stammhaus der Familie Soter nahe der Papiermühle war das sogenannte Soterhaus, ein außergewöhnlich repräsentativ gestaltetes Fachwerkgiebelhaus, das bis zu seiner Zerstörung 1944 als eines der bedeutendsten Solinger Baudenkmäler galt.
Die Papierherstellung an der Wupper wurde von Angehörigen der Familie Soter über Generationen fortgeführt. Im Jahre 1826 übernahm Ferdinand Jagenberg die Papiermühle. Jagenberg, der vom Klauberger Hof stammte, begründete eine bekannte westdeutsche Papiermachertradition. Ein weiterer Abkömmling der Familie gründete 1878 das nach ihm benannte Unternehmen Jagenberg. Unter der Familie Jagenberg wurde die Papiermühle im 19. Jahrhundert zum Industriebetrieb und die Produktionskapazitäten erheblich ausgeweitet.

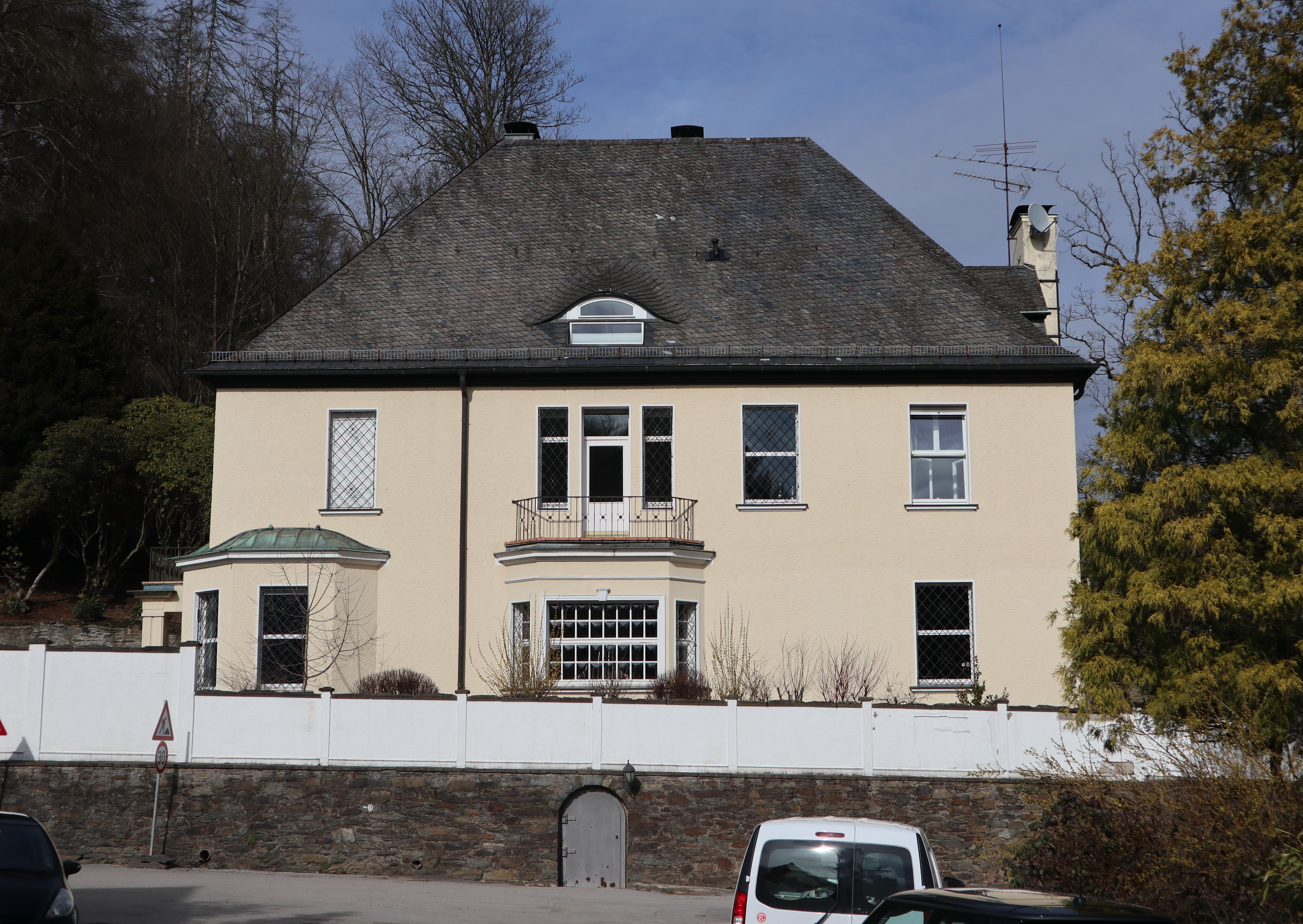
Die wiederaufgebaute Villa Jagenberg

Im Zweiten Weltkrieg war die Papiermühle eines der bevorzugten Ziele der Alliierten bei den Luftangriffen auf Solingen. Bei einzelnen Angriffen wurde schließlich um die Jahreswende 1944/1945 sowohl das Soterhaus in Papiermühle als auch Teile der Fabrik und der 1898 errichteten Fabrikantenvilla (nicht zu verwechseln mit der schon 1857 erbauten Jagenberg'schen Villa an der Wupperstraße, dem heutigen Arbeitsgericht Solingen, die die Familie zwischenzeitlich eingebüßt hatte) sowie der nahe Ort Sturmsloch, in dem viele Beschäftigte der Papiermühle wohnten, erheblich zerstört. Das Soterhaus wurde nie wieder aufgebaut, die Fabrikantenvilla Jagenberg wurde vereinfacht wiederhergestellt.
Die Papiermühle nahm jedoch nach dem Zweiten Weltkrieg ihren Betrieb wieder auf. Aufgrund des wirtschaftlichen Niedergangs der deutschen Papierindustrie Ende des 20. Jahrhunderts wurde die Papiermühle 1996 geschlossen. Damit ging eine über 400-jährige Firmengeschichte zu Ende.
Das Gelände der Papiermühle wurde nach dem Jahr 2000 noch von dem Unternehmen Silag genutzt. Die Fabrikanlagen wurden in den 2000er Jahren nahezu komplett abgerissen.

### Wohnplatz
Angrenzend an die Papiermühle entstand auch eine bewohnte Ansiedlung, die laut Brangs eine Zeit lang nur Wupper geheißen hat. In dem Kartenwerk Topographia Ducatus Montani von Erich Philipp Ploennies, Blatt Amt Solingen, aus dem Jahre 1715 ist der Ort mit zwei Hofstellen verzeichnet als papiermühl benannt. Der Ort wurde in den Registern der Honschaft Solingen innerhalb des Amtes Solingen geführt. Die Topographische Aufnahme der Rheinlande von 1824 verzeichnet den Ort nur unbenannt, die Preußische Uraufnahme von 1844 verzeichnet ihn abgekürzt als Pap.-M.. In der Topographischen Karte des Regierungsbezirks Düsseldorf von 1871 ist der Ort als Papier M verzeichnet. Die Preußische Neuaufnahme von 1893 verzeichnet den Ort als Papiermühle.

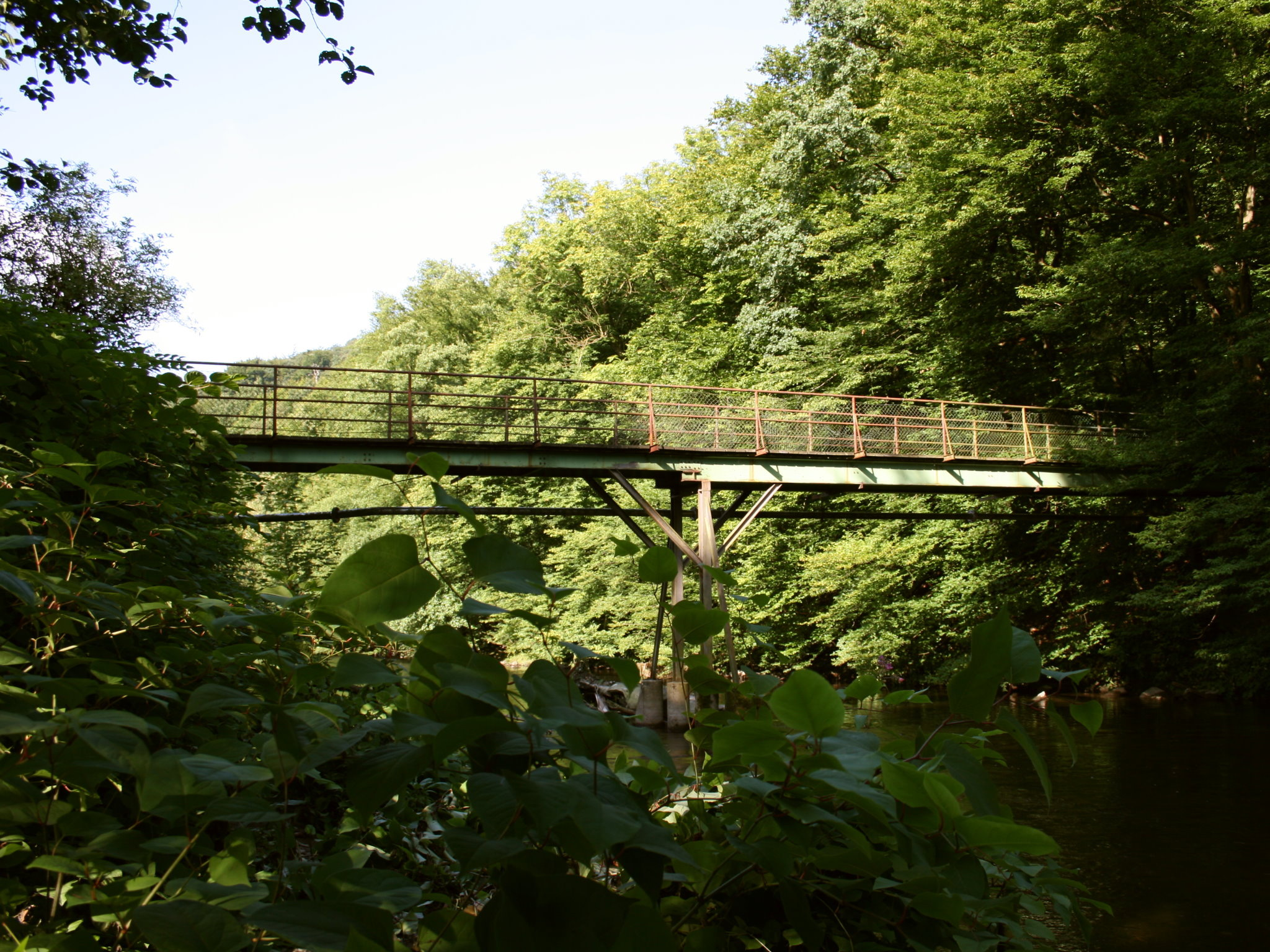
Der abgerissene Wuppersteg

Nach Gründung der Mairien und späteren Bürgermeistereien Anfang des 19. Jahrhunderts gehörte der Ort zur Bürgermeisterei Dorp, die 1856 das Stadtrecht erhielt, und lag dort in der Flur II. Meigen. Die Bürgermeisterei beziehungsweise Stadt Dorp wurde nach Beschluss der Dorper Stadtverordneten zum 1. Januar 1889 mit der Stadt Solingen vereinigt. Damit wurde Papiermühle ein Ortsteil Solingens.
Der Wuppersteg Papiermühle wurde wegen Baufälligkeit bereits im Jahre 2004 für die Benutzung gesperrt. Er wurde schließlich im Jahre 2019 abgerissen.
Seit dem Abriss der Papiermühle weisen im Ort nur noch einzelne ehemalige Arbeiter- und Beamtenwohnhäuser, die für die Beschäftigten der Papiermühle errichtet worden waren, auf die Geschichte des Ortes hin.